# 欠脚類
欠脚類（けっきゃくるい、Aïstopoda）は、古生代石炭紀初期に出現し、後期に最も繁栄し、ペルム紀前期まで生き延びた、北米とヨーロッパに生息していた絶滅両生類のグループである。ムカシアシナシイモリ類とも言われるが、現生のアシナシイモリの祖先という訳ではない。外見はヘビによく似ており、最小の種は体長5cm、最大の種は1mにおよぶ。
起源はよく分かっていない。既知の最古の種である Lethiscus stocki は石炭紀前期という早い時期に生息しており、石炭紀の最も初期の両生類の一つだが、すでに四肢も肢帯も痕跡すら無く、約80の椎骨を持つヘビの様な姿になっている。このような特殊化が何に対する適応なのかもよく分からないが、地中生または水中生に対応する形質は特に見当たらない。

## 特徴
最高230もの椎骨を持つ細長い体を持ち、四肢・肢帯を完全に欠く。細い肋骨が発達している。一部は先端が別れ、kの字に似た形をしており、これを使って肋骨歩行をしていたと考えられる。尾は短く単純な形態である。
椎骨は完椎型（holospondylous）で、化骨中心を一つしか持たない。間椎心も血管弓も無く、神経弓は小さく椎体と癒合している。これはディプロカウルスなどネクトリド目と共通する形質である。但し初期のレティスクス科ではこのような特殊化がまだ進んでおらず、間椎心と血管弓を持っていた。
頭骨は要素の多くが消失している。頬部に大きな開口部があり、大きな顎筋を付着することができた。オエストケファルス科ではそこがモザイク状の小さな多数の骨板で覆われていた。現生のヘビのように大きく口を開けられたらしい。眼窩は大きく、かなり前方についている種が多い。

## 分類
レティスクス科 Lethiscidae
- レティスクス Lethiscus

オフィデルペトン科 Ophiderpetontidae
- オフィデルペトン Ophiderpeton
- プセウドフレゲトンチア Pseudophlegethontia

オエストケファルス科 Oestocephalidae
- コロラデルペトン Coloraderpeton
- オエストケファルス Oestocephalus

フレゲトンティア科 Phlegethontiidae
- ドリコソーマ Dolichosoma
- フレゲトンティア Phlegethontia
- シレルペトン Sillerpeton